# Entraching
Entraching ist ein Ortsteil der Gemeinde Finning im oberbayerischen Landkreis Landsberg am Lech.

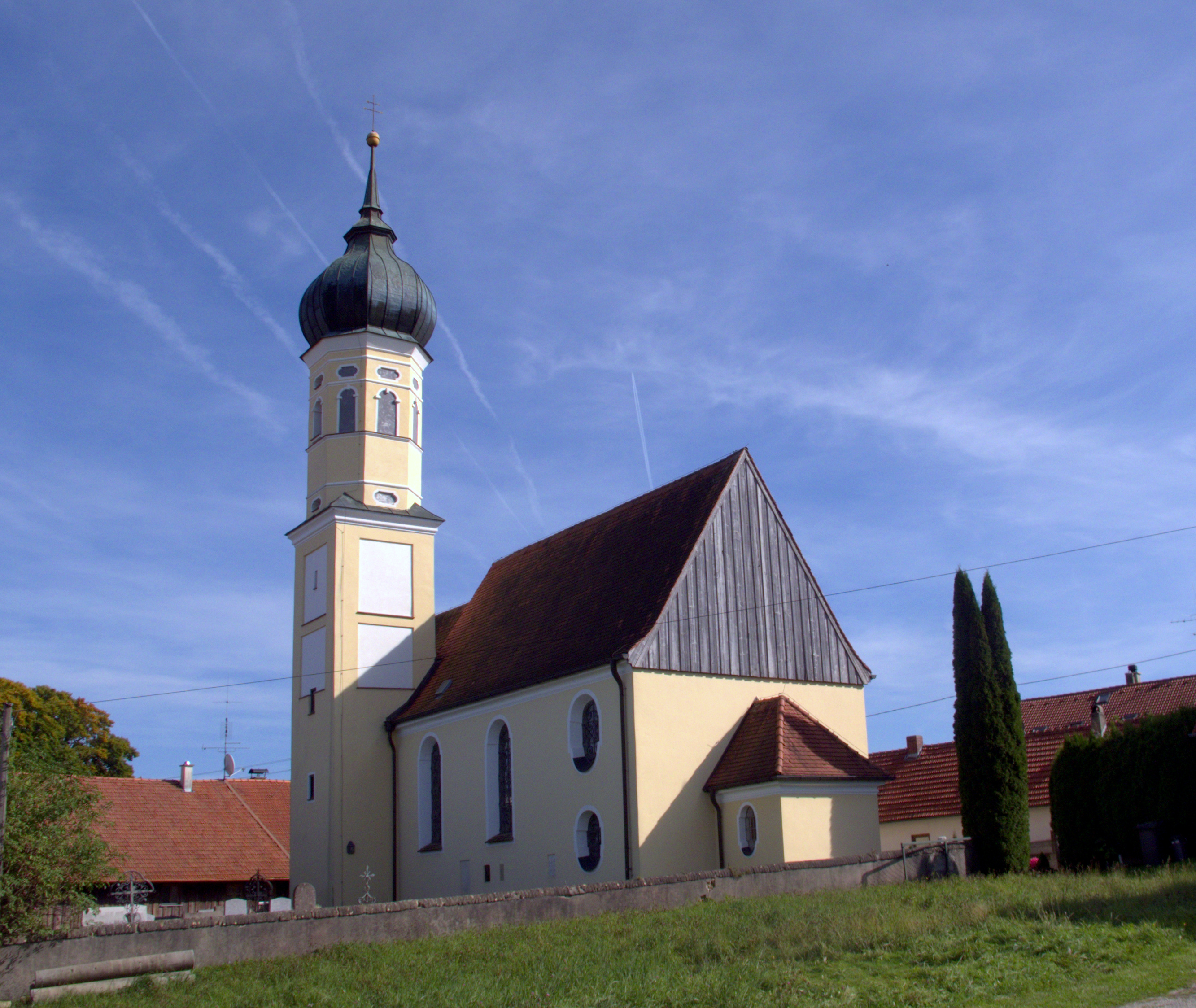
Pfarrkirche St. Jakob

## Geografie
Das Pfarrdorf Entraching liegt circa zwei Kilometer südöstlich von Finning an einem Moränenzug. Etwas westlich fließt in einem flachen Tal die Windach.

## Geschichte
Etwa drei Kilometer südlich des Pfarrdorfes befindet sich die Keltenschanze Entraching.
Entraching wird erstmals 1032 als Antrichingen genannt, der Ortsname stammt vom Personennamen Anttrich.
Im Jahr 1552 werden 21 Anwesen erwähnt, 16 waren dem Kloster Benediktbeuern und fünf der Kirche St. Jakob in Entraching grundbar. Die Pfarrkirche selbst war seit 1395 dem Kloster Benediktbeuern inkorporiert.
Die Besitzstruktur zeigt sich 1752 nur mit geringfügigen Veränderungen, dem Kloster Benediktbeuern waren 18, der Kirche St. Jakob vier sowie der Gemeinde und dem Pfarrwiddum je ein Anwesen grundbar.
Gerichtlich gehörte das Kirchdorf zum Gebiet Hofstetten des Mitteramtes des Landgerichts Landsberg, das sowohl die Niedere wie die Hohe Gerichtsbarkeit innehatte.
Nach der Säkularisation entstand 1818 im Zuge des zweiten Gemeindeedikts die Gemeinde Entraching, die bis zur Eingemeindung nach Finning am 1. Oktober 1971 eigenständig war.

## Sehenswürdigkeiten
In Entraching befindet sich die katholische Pfarrkirche St. Jakob. Die im Kern spätgotische Kirche wurde 1721 erweitert, 1730 wurde der Turm barockisiert.
Siehe auch: Liste der Baudenkmäler in Entraching

## Bodendenkmäler
Siehe: Liste der Bodendenkmäler in Finning

## Persönlichkeiten
- Franz Xaver Geiger (1749–1841), Schriftsteller, Pfarrer am Ort